# 8642-es mellékút (Magyarország)
A 8642-es számú mellékút egy rövid, majdnem pontosan 4 kilométer hosszú, négy számjegyű országos közút Vas vármegye területén; Nemesládony községet köti össze, annak egyetlen közúti elérési útvonalaként egyrészt a 84-es főúttal, másrészt a Kapuvár vonzáskörzetét Bük-Csepreg térségével összekapcsoló 8614-es úttal.

## Nyomvonala
A 8614-es útból ágazik ki, annak a 16+700-as kilométerszelvénye közelében, Tompaládony belterületének keleti szélén, észak-északnyugat felé. Szinte a kezdeteitől külterületi részek közt húzódik, bő fél kilométer után pedig eléri Nemesládony határszélét.
Egy darabig a határvonalat kíséri, de 1,2 kilométer megtételét követően már teljesen nemesládonyi határok között halad, 1,4 kilométer után pedig eléri e falu belterületét. Új utca néven húzódik a központig, északi irányban, majd ott egy éles iránytörése következik és nyugat-délnyugati irányba fordul, a Rákóczi utca nevet felvéve. 2,5 kilométer után hagyja el a község legnyugatibb fekvésű építményét – a Szent Miklós nevére szentelt katolikus templomát –, a 3. kilométere közelében pedig eléri Sajtoskál határszélét. Onnan még majdnem egy kilométeren át e két utóbbi község határvonalát követi, csak az utolsó szakaszán fordul teljesen sajtoskáli területre.
A 84-es főútba beletorkollva ér véget, annak a 82+150-es kilométerszelvénye közelében, nem messze a település belterületének keleti szélétől; egyenes folytatása egy, a faluközpontba bevezető, de már önkormányzati útnak minősülő út, mely a Petőfi sétány nevet viseli.
Teljes hossza, az országos közutak térképes nyilvántartását szolgáló kira.gov.hu adatbázisa szerint 3,985 kilométer.

## Települések az út mentén
- Tompaládony
- Nemesládony
- Sajtoskál

## Képgaléria

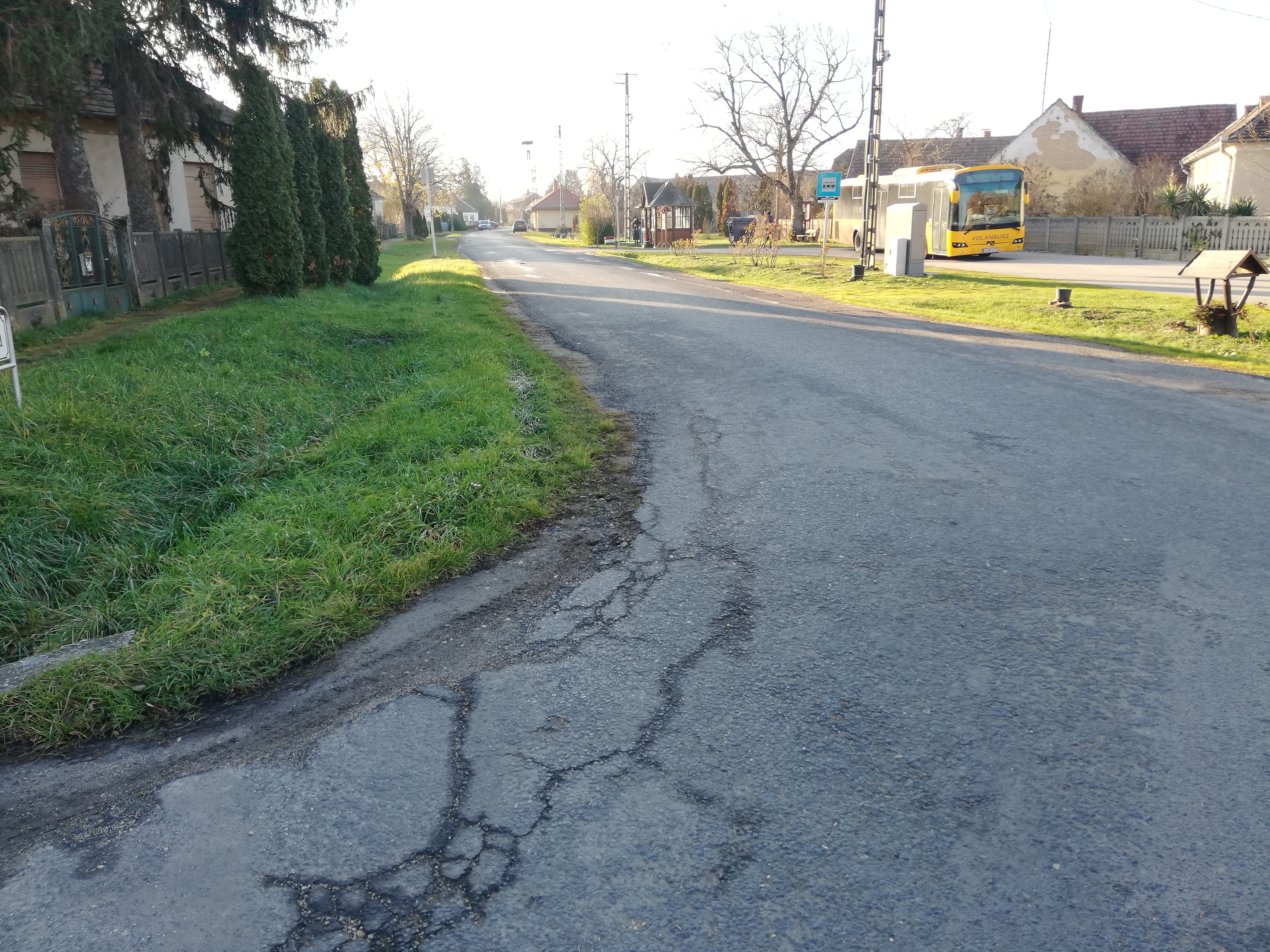
Nemesládony központja a buszfordulóval
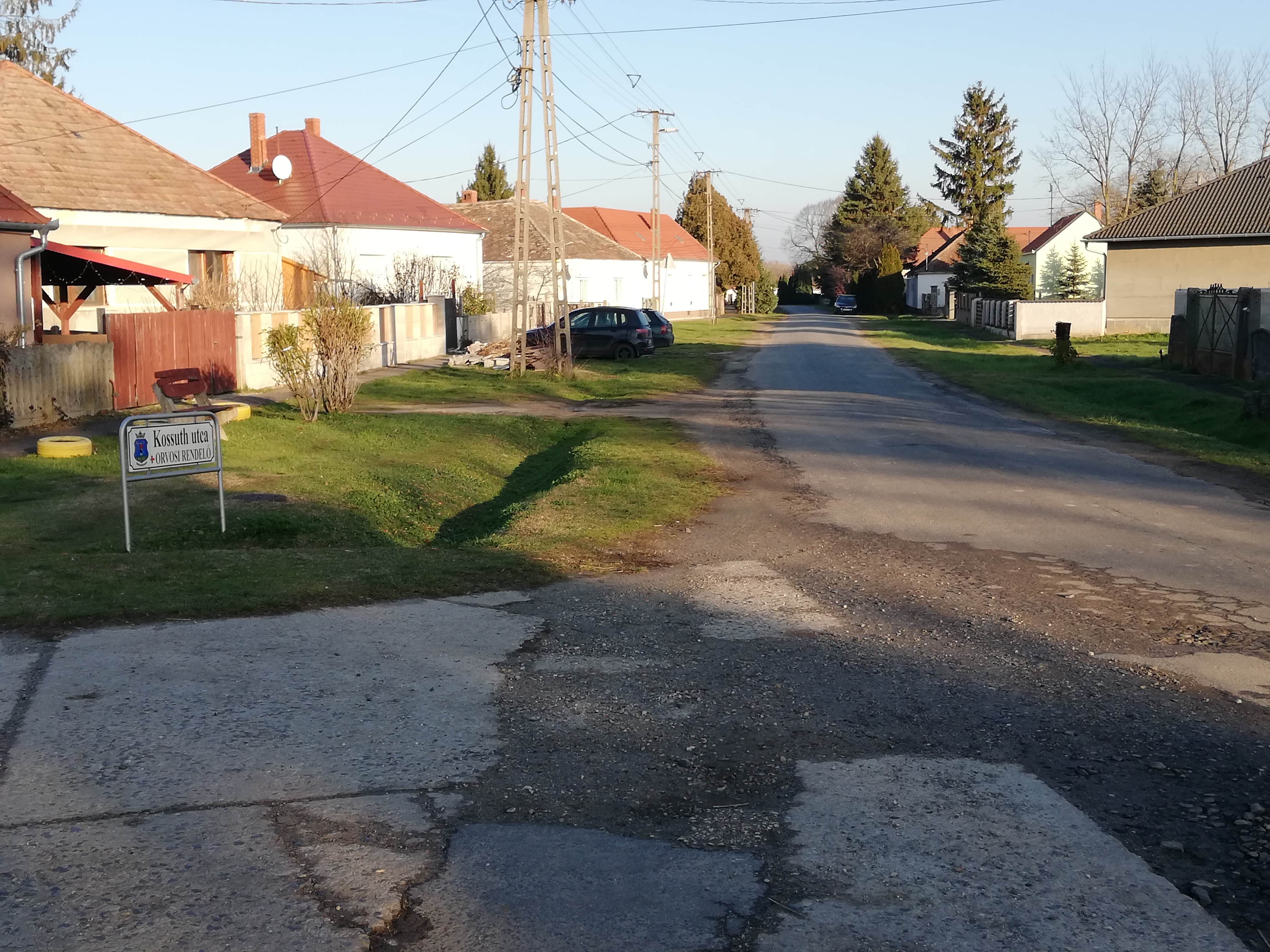
Nemesládony központjában
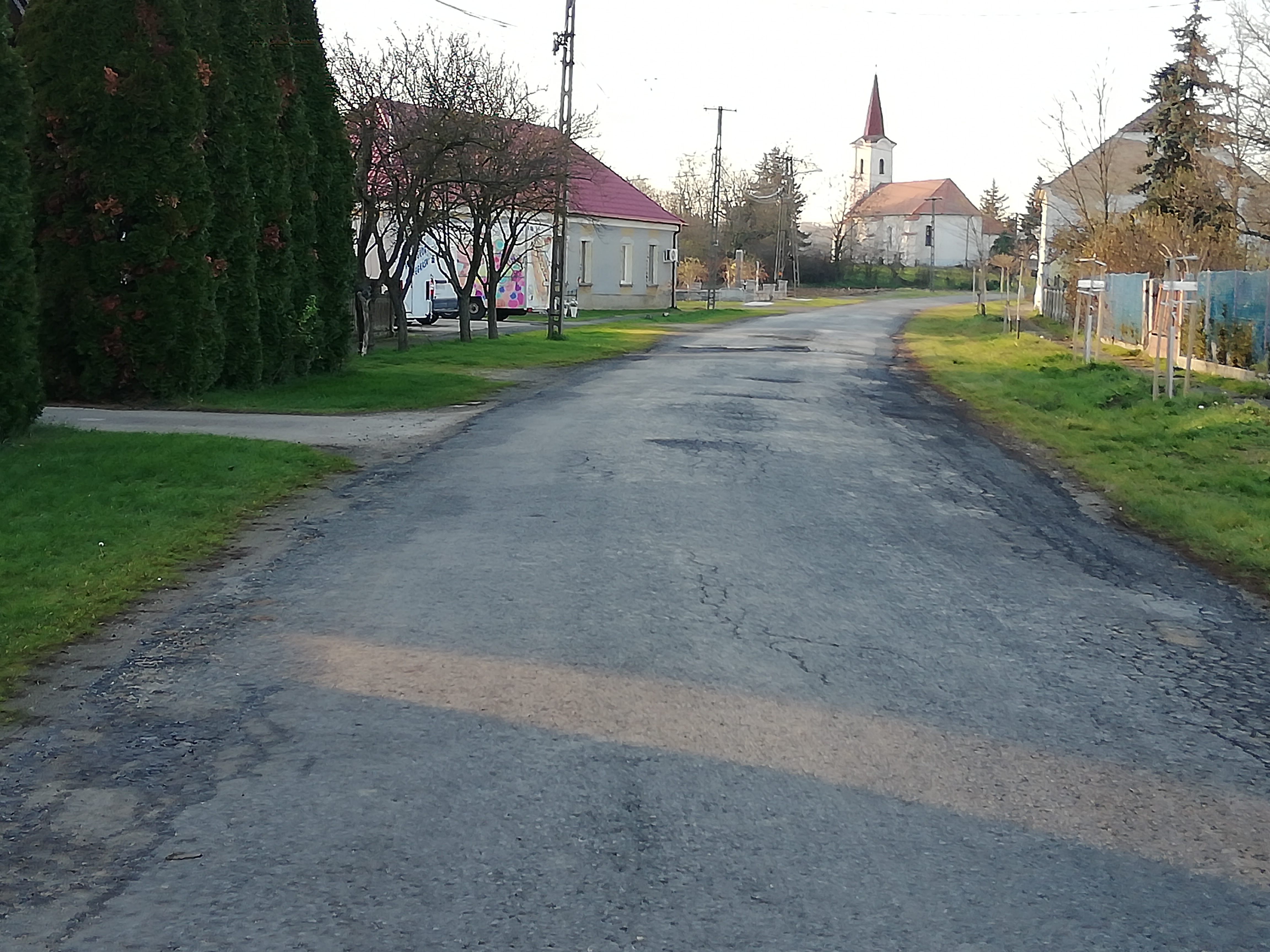
Nemesládony, falukép a központ irányából Simaság felé nézve
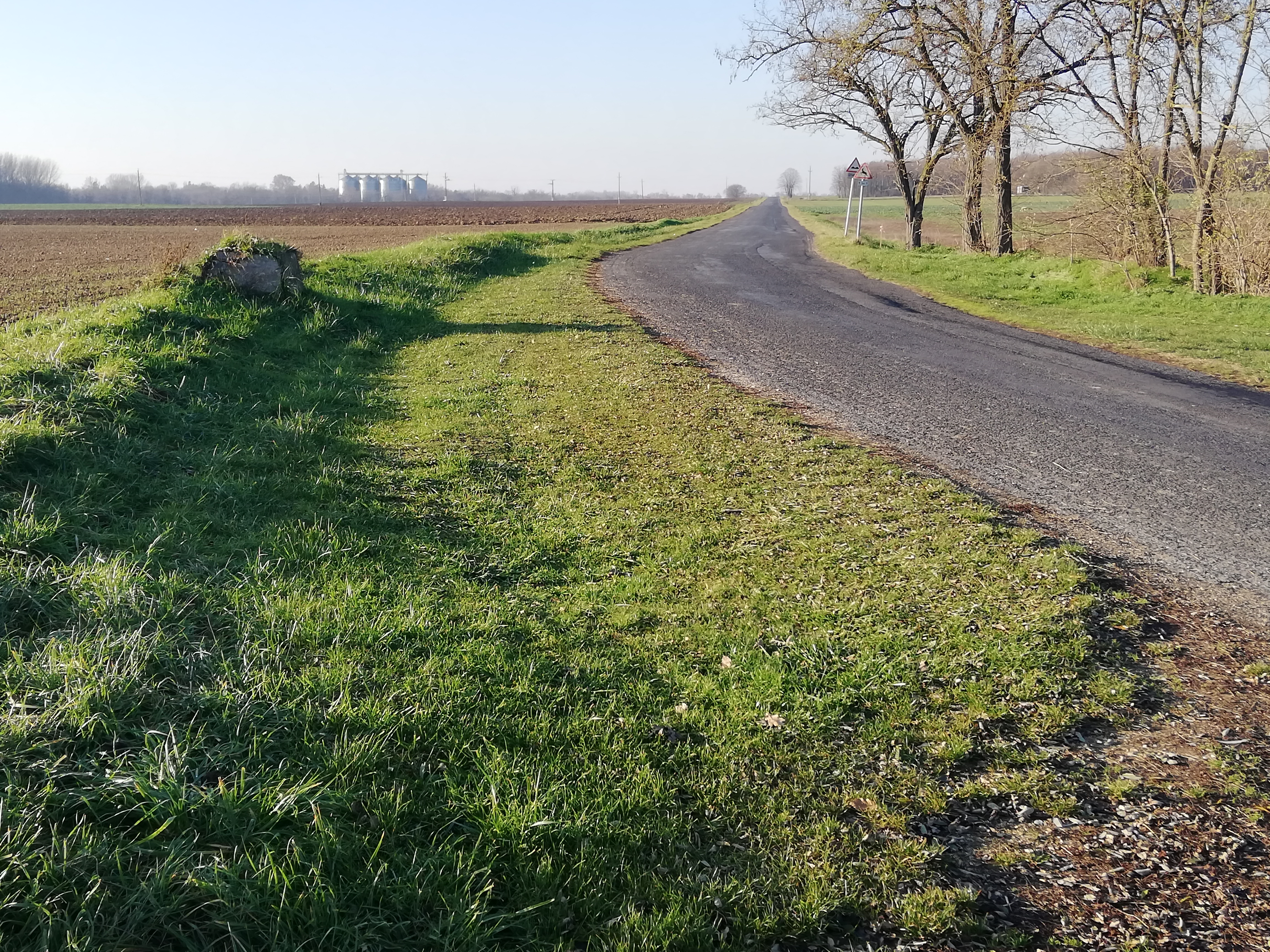
Az út Nemesládonyt elhagyva, a 84-es felé nézve